# Cryptolaria exserta
Cryptolaria exserta är en nässeldjursart som beskrevs av Busk 1858. Cryptolaria exserta ingår i släktet Cryptolaria och familjen Lafoeidae. Inga underarter finns listade i Catalogue of Life.